# Třída Bogatyr
Třída Bogatyr byla třída chráněných křižníků ruského carského námořnictva a později také sovětského námořnictva. Celkem byly postaveny čtyři jednotky této třídy. Pátá nebyla dokončena. Křižníky byly nasazeny v rusko-japonské válce, první světové válce, ruské občanské válce a druhé světové válce. Dva byly v bojích zničeny.

## Stavba
Celkem byla plánována stavba pěti křižníků této třídy. Prototypový křižník Bogatyr postavila německá loděnice AG Vulcan Stettin ve Štětíně. Křižníky Oleg a Viťaz následně stavěly ruské loděnice v Petrohradu, křižník Očakov loděnice v Sevastopolu a křižník Kagul loděnice v Nikolajevu. V letech 1902–1909 byly do služby přijaty čtyři jednotky této třídy. Rozestavěný Viťaz zničil požár.
Jednotky třídy Bogatyr:
| Jméno             | Založený kýlu | Spuštěna       | Vstup do služby | Status |
| ----------------- | ------------- | -------------- | --------------- | --- |
| Bogatyr           | 1899          | 30. ledna 1901 | 20. srpna 1902  | Vyřazen 1922. |
| Viťaz             | 1900          | –              | –               | Dne 13. ledna 1901 zničen požárem. |
| Oleg              | 1902          | 27. srpna 1903 | 25. října 1904  | Dne 18. června 1919 v Kronštadtu potopen britským torpédovým člunem CMB-4. |
| Kagul             | 1901          | 2. června 1902 | 1905            | Roku 1907 přejmenován na Pamjať Merkurija, 1918 ukořistěn Němci a předán Britům, součást Bělogvardějské námořní eskadry, 1920 zařazen do sovětského námořnictva jako cvičná loď, pojmenován Komintern, za druhé světové války sloužil jako minonoska, 16. července 1942 byl u Poti poškozen německým letectvem a později potopen jako vlnolam. |
| Kagul (ex Očakov) | 1901          | 4. října 1902  | 23. června 1909 | Roku 1917 opět přejmenován na Očakov, 1918 ukořistěn Němci a předán Britům, součást Bělogvardějské námořní eskadry jako Geněral Kornilov, internován v Bizertě, vyřazen 1924. |

## Konstrukce

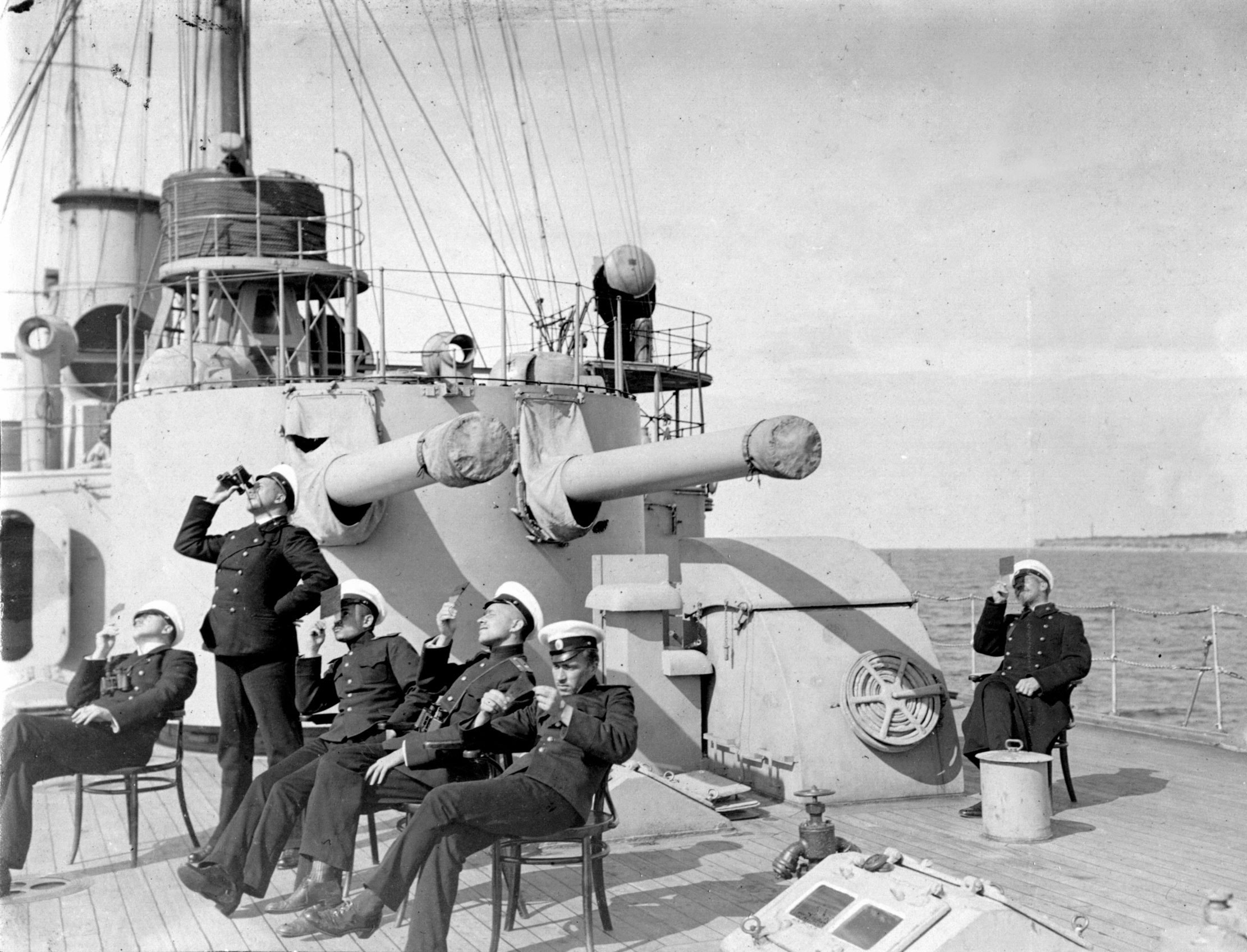
Dělová věž křižníku Oleg

Parametry plavidel z různých loděnic se mírně lišily. Bogatyr nesl dvanáct 152mm kanónů, dvanáct 75mm kanónů, osm 47mm kanónů, dva 37mm kanóny a pět 381mm torpédometů. Pohonný systém měl výkon 19 500 hp. Skládal se ze dvou parních strojů s trojnásobnou expanzí a 16 kotlů Normand, pohánějících dva lodní šrouby. Nejvyšší rychlost dosahovala 23 uzlů. Dosah byl 4900 námořních mil při rychlosti 10 uzlů.

## Osudy

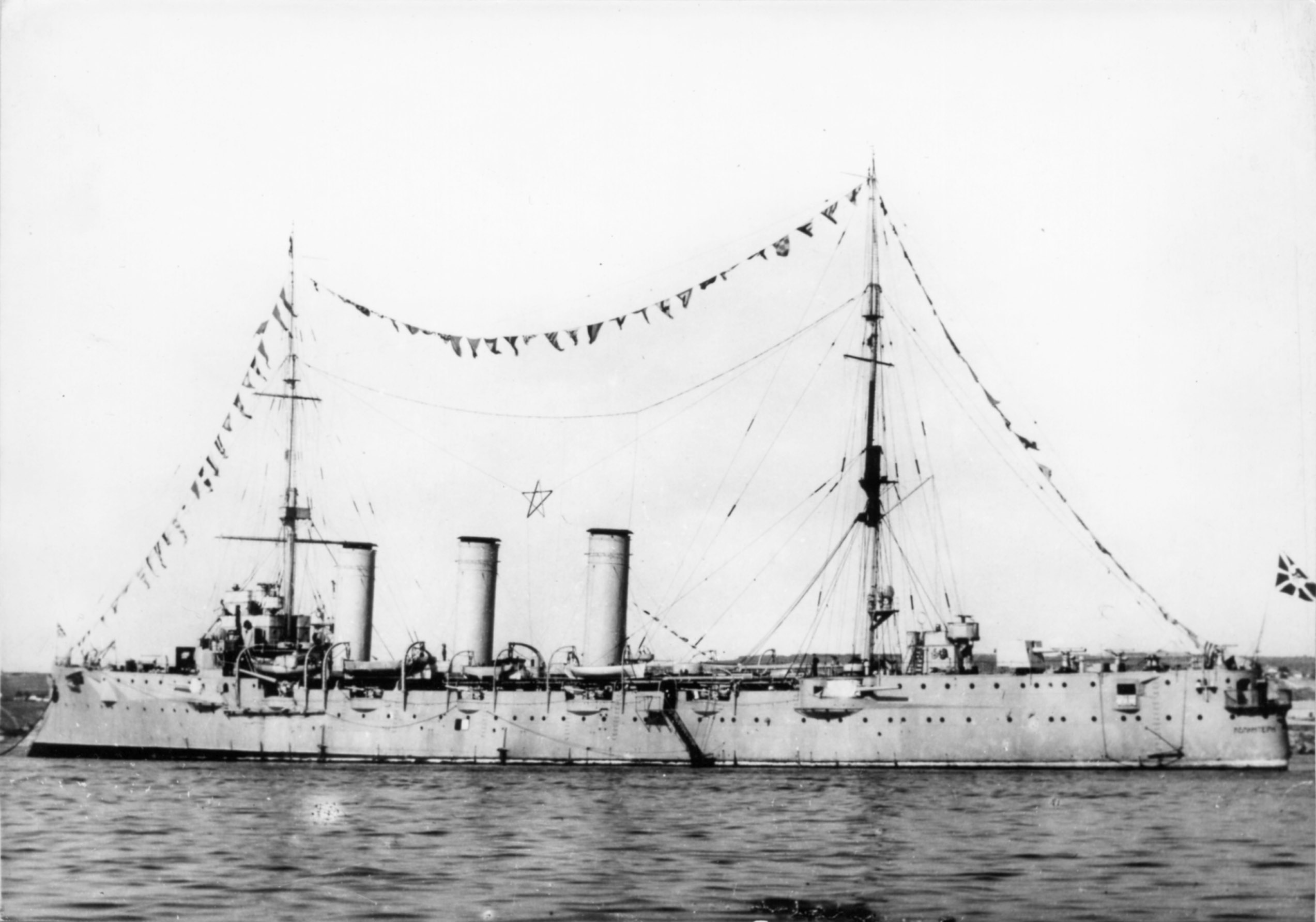
Cvičný křižník Komintern

Křižníky Oleg bojoval v rusko-japonské válce. Účastnil se bitvy u Cušimy, ve které japonské námořnictvo drtivě zvítězilo. Lodi se podařilo probít z bojiště a byla poté krátce internována v Manile. Posádky rozestavěných černomořských křižníků se roku 1905 účastnily ruské revoluce, a proto byla obě plavidla přejmenována.
Všechny křižníky se účastnily první světové války. Bogatyr a Oleg v baltském loďstvu a Pamjať Merkuria a Kagul v černomořském loďstvu. Po bolševické revoluci byly Bogatyr a Oleg převzaty sovětským námořnictvem. Během britské intervence do ruské občanské války byl Oleg dne 18. června 1919 v Kronštadtu potopen britským torpédovým člunem HM CMB-4. Bogatyr byl roku 1922 vyřazen.
Odlišné osudy měly černomořské křižníky Pamjať Merkuria a Kagul. Roku 1918 je ukořistili Němci, kteří je za ruské občanské války předali britským intervenčním silám a ty je zase předaly bělogvardějské námořní eskadře. Na sklonku obřanské války bělogvardějci těžce poškodily křižník Pamjať Merkuria, zatímco Geněral Kornilov (ex Kagul) byl se zbytkem jejich eskadry internován v Bizertě. Bolševici později křižník Pamjať Merkuria opravily s využitím součástek z vyřazeného křižníku Bogatyr. Opravené plavidlo bylo přejmenováno na Komintern a sloužilo k výcviku. Za druhé světové války jako minonoska. Komintern byl 16. července 1942 u Poti poškozen německým letectvem, odstrojen a potopen jako vlnolam.